# Харецька волость
Харе́цька во́лость — територіально-адміністративна одиниця Великого князівства Литовського в XIV — на початку XV століть. Центр волості — двір Камінь-Харецький (нині село Камінне Логойського району Білорусі).
Неодноразово згадується у історичних джерелах з кінця XIV ст. Ймовірно, була однією з трьох волостей, на які ділилося Логойське князівство. Охоплювала північно-східний край сучасного Логойського району, вздовж верхньої і середньої течії річки Цни, і включала територію сучасних Докшицького і Борисовського районів, у водозборі верхньої Березини. Майже повністю передана Вітовтом литовському магнату Манивіду, частково — Віленському капітулу. У другій половині XV ст. перейшла разом з приданим Софії Монивид до Миколи Радзивілла «Старого», пізніше ще сильніше роздрібнилася на приватні маєтки.

## Літаратура
- Памяць: Гіст.-дакум. хроніка Лагойскага р-на. У 2 кнігах. Кн. 1-я. — Мінск, 2003.(біл.)
- Насевіч В., Спірыдонаў М. «Русь» у складзе Вялікага княства Літоўскага ў XVI ст. // З глыбі вякоў. Наш край: Гістарычна-культуралагічны зборнік. Вып. 1. Мінск: Навука і тэхніка, 1996. С. 4-27.(біл.)
- Носевич В. Традиционная белорусская деревня в европейской перспективе. — Минск: «Технология», 2004. 350 с.(рос.)